# Chthamalus fissus
Chthamalus fissus är en kräftdjursart som beskrevs av Darwin 1854. Chthamalus fissus ingår i släktet Chthamalus och familjen Chthamalidae. Inga underarter finns listade i Catalogue of Life.

## Bildgalleri

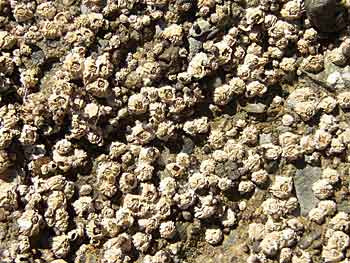